# Niwki Książęce (województwo wielkopolskie)
Niwki Książęce (niem. Fürstlich Niefken) – osada leśna (leśniczówka) w Polsce położona w województwie wielkopolskim, w powiecie ostrowskim, w gminie Sośnie.

## Historia
Śląski obszar dworski, włączony w 1920 roku do Polski, z powiatu Groß Wartenberg (sycowskiego) do powiatu odolanowskiego w województwie poznańskim. Po zniesieniu powiatu odolanowskiego 1 kwietnia 1932 roku włączona do powiatu ostrowskiego. W 1934 roku Niwki Książęce weszły w skład gromady Kuźnica Kącka w nowo utworzonej gminie Czarnylas w powiecie ostrowskim.
W 1954 roku wraz z Kuźnicą Kącką weszły w skład nowo utworzonej gromady Chojnik w powiecie ostrowskim w województwie poznańskim, a po jej zniesieniu 31 grudnia 1971 – do gromady Sośnie, gdzie przterwały do końca 1972 roku, czyli do kolejnej reformy gminnej. 1 stycznia 1973 weszły w skład reaktywowanej gminy Sośnie w powiecie ostrowskim. W latach 1975–1998 miejscowość należała administracyjnie do  województwa kaliskiego. Od 1999 należą ponownie do powiatu ostrowskiego w woj. wielkopolskim.
Uwaga: Nie mylić z pobliską osadą Niwki Książęce w województwie dolnośląskim, w powiecie oleśnickim, w gminie Międzybórz, o odrębnej przeszłości administracyjnej.